# Fernsehempfang

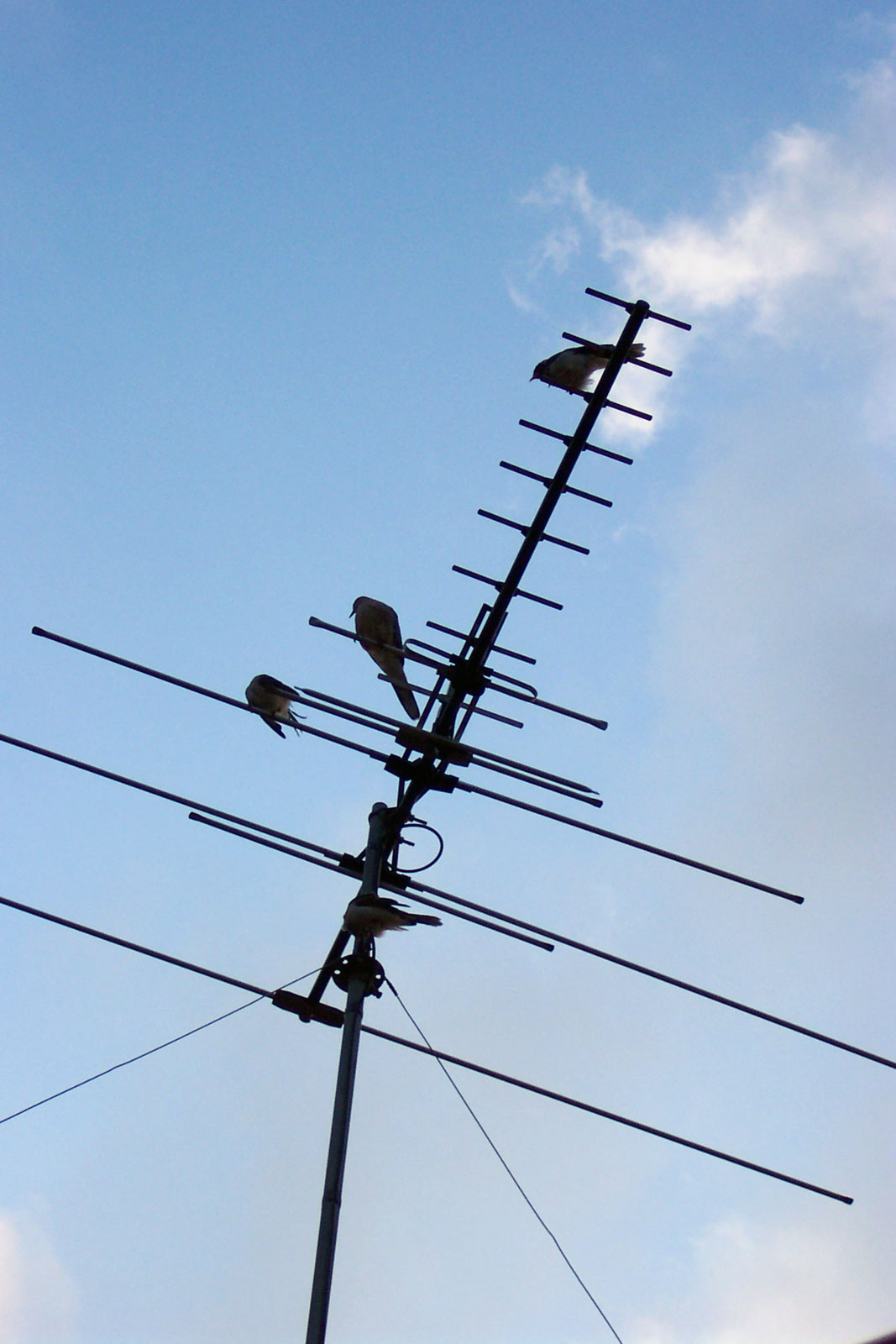
Terrestrische Fernsehantenne für UHF und VHF

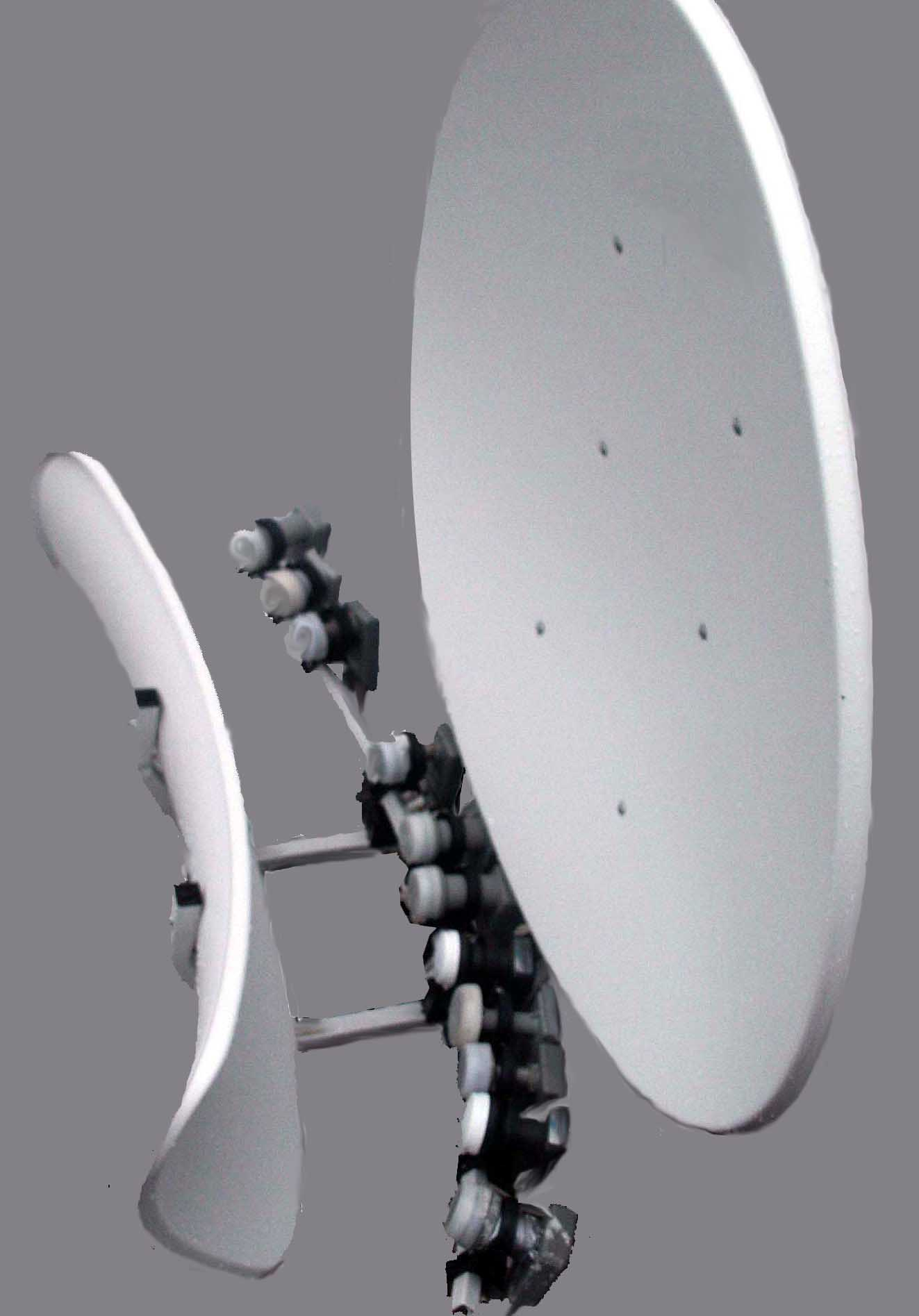
Spezialantenne zum Empfang bis zu 16 Satellitenpositionen im KU-Band

Der Fernsehempfang ist die Verarbeitung von Fernsehsignalen eines oder mehrerer Ausgabegeräte zu Bild und Ton beim Fernsehen. Er dient dem Konsum von Fernsehprogrammen und Fernsehempfang richtet sich nach den empfangbaren Signalen (kanal-, standort- und zeitabhängig) und der Funktion der Endgeräte.
Jede Sendung von Signalen wird codiert übermittelt und muss beim Empfänger decodiert werden. Diese Codierung ist nicht zu verwechseln mit der Verschlüsselung von Signalen, die nur ganz wenige Sender betreiben (z. B. Soldatensender, Bezahlfernsehen).
Signale kann man erst empfangen, wenn man einen aktiven Fernsehkanal (bei Satelliten: Transponderkanal) eingestellt hat und das Fernsehgerät das Fernsehsignal unterstützt. Des Weiteren gibt es unterschiedliche Qualitäten bei der Verarbeitung der Signale, z. B. das High Definition Television (hochauflösendes Bild), sofern die Sender diese Qualität bereitstellen.

## Signale
Fernsehsignale wurden in ihren Anfangsjahren und vor allem in urbanen Gebieten über Antenne (Antennenfernsehen) übertragen, später auch über Kabelfernsehen oder über Satellit. Bei der Übertragung über Antennen spricht man von terrestrischem Fernsehen, dabei ist die eigentliche Übertragung kabellos (nicht-terrestrisch). Beim Kabelfernsehen ist der Übertragungsweg ausschließlich kabelgebunden. In der Schweiz gibt es seit 2019 keine terrestrischen Sendungen mehr.
Das Satellitenfernsehen erfolgt über Fernsehsatelliten. Beim Satellitenfernsehen sind zusätzlich eine Parabolantenne und eine Set-Top-Box notwendig, die zudem je nach Sender nach dem gewünschten Satelliten ausgerichtet werden müssen. Die meisten Sender werden in Mitteleuropa über Satelliten empfangen, an zweiter Stelle folgt das Kabelfernsehen. Heute sendet nur noch eine sehr kleine Anzahl von Sendern über Antenne. Die Signale werden in einer bestimmten Fernsehnorm sowie entweder digital oder analog gesendet, wobei das digitale Fernsehen eine wesentlich bessere Bild- und Tonqualität bietet. Das Antennenfernsehen war lange sehr kostengünstig. Neben der Rundfunkgebühr sind in Deutschland mit der Einführung von DVB-T2 HD die Kosten gestiegen, so benötigt man neben einem Digitalreceiver zum Empfang der Privatsender ein Abonnement sowie eine Smartcard. Die zuvor verwendeten DVB-T Geräte wurden unbrauchbar. Das Satellitenfernsehen war aufgrund der benötigten Geräte bei der Anschaffung am kostenintensivsten. Dies hat sich durch im TV-Geräte eingebaute DVB-S Tuner geändert. Beim Kabelfernsehen sind monatliche Gebühren, entweder an den Netzbetreiber oder an den Vermieter zu zahlen. Die Gebühren die in den Mietnebenkosten enthalten sind fallen i. d. R. geringer aus.

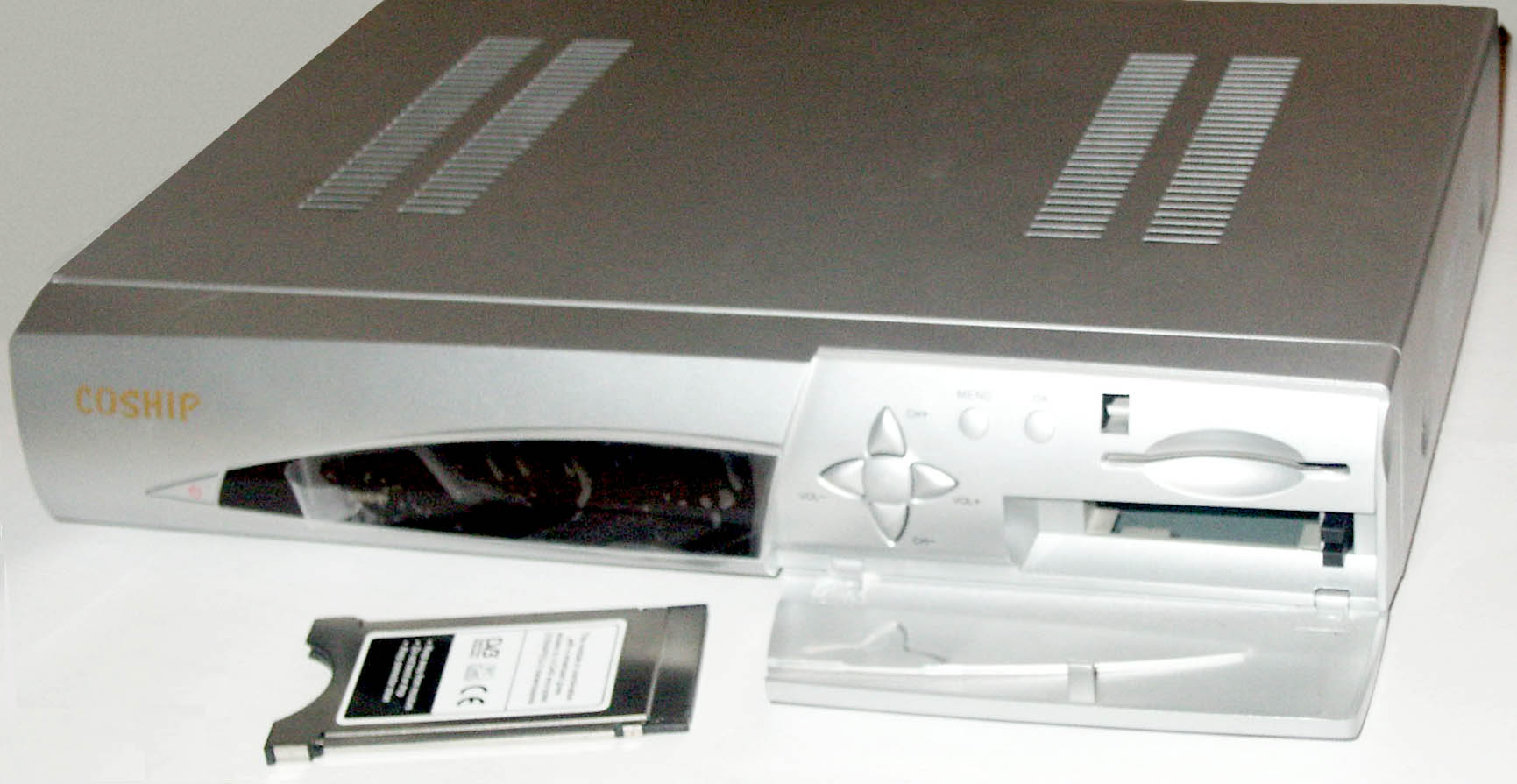
DVB-Receiver mit CI-Schacht (rechts) und Common-Interface-Modul (links unten)

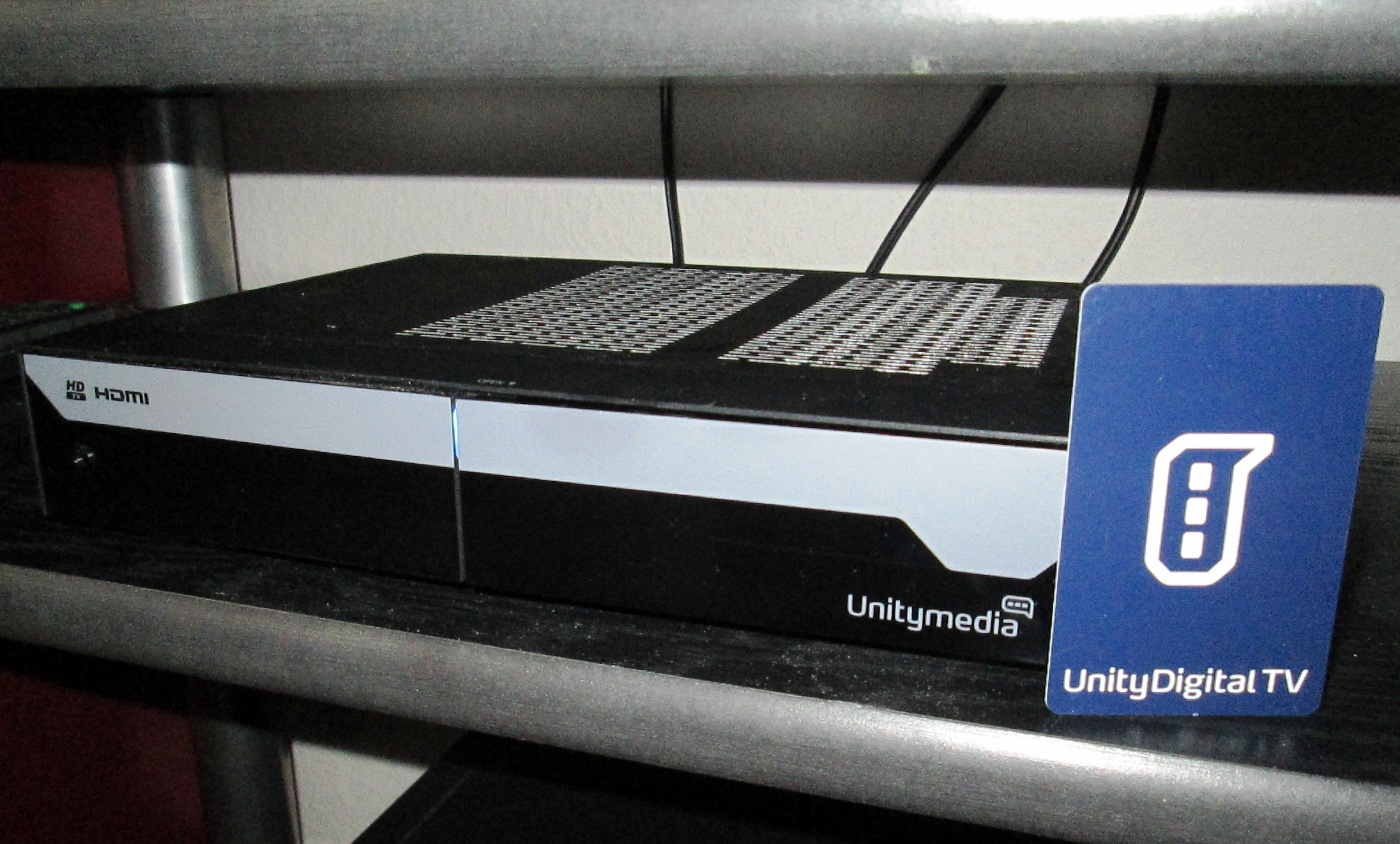
DVB-C Set-Top-Box in HD-Qualität und Smartcard

Diese Sendearten sind wiederum nach ihrer Norm aufgeteilt:

### Lineares Fernsehen
- Analoges Fernsehen (in Mitteleuropa veraltet)
  - Antennenfernsehen
- Digitales Fernsehen
  - DVB-T: Digitaler Rundfunk beim terrestrischen Fernsehen (Digital Video Broadcasting – terrestrial) (teilweise durch DVB-T2 ersetzt)
  - DVB-C: Digitaler Rundfunk per Kabel (Digital Video Broadcasting – Cable)
  - DVB-S: Digitaler Rundfunk per Satellit (Digital Video Broadcasting – Satellite)
  - DVB-H: Digitaler Rundfunk für Handgeräte (Digital Video Broadcasting – Handhelds) (seit 2012 nicht mehr verfügbar)
  - DMB: Digitale multimediale Übertragung (Digital Multimedia Broadcasting)
  - IPTV, Internet-TV, P2PTV: Internet-Protokoll-Fernsehen (Internet Protocol Television)

### Nichtlineares (paralleles) Fernsehen
- Internet-TV
  - IPTV: IP-Fernsehen im geschlossenen Netz
  - Internet-TV: IP-Fernsehen im freien Internet
  - P2PTV: IP-Peer-to-Peer-Fernsehen im freien Internet
  - Streaming-Dienste

## Ausgabegeräte
Je nach Sender ist es notwendig, bestimmte Geräte wie Satellitenempfänger und/oder Digitalreceiver dem Fernsehgerät vorzuschalten. Beim Empfang von Fernsehsignalen auf Computern benötigt man entweder eine TV-Karte oder beim IPTV eine Internetverbindung zu einem Internetdienstanbieter.
Der Empfang ist nur dann möglich, wenn die Ausgabegeräte diese verarbeiten können. Es sind also spezielle Komponenten im Fernsehgerät oder Zusatzgeräte wie Decoder oder Satellitenreceiver notwendig. Beim Bezahlfernsehen ist ein weiteres Gerät z. B. Set-Top-Box oder Common Interface und ggfs. eine Chip z. B. Smartcard (für die Berechtigung) erforderlich.
Für die Kontrolle des Empfangs ist das Testbild das geeignetste Mittel, hier werden Farbskalen und ein Dauerton ausgesendet. Testbilder ersetzen ein normales Fernsehprogramm außerhalb der Sendezeit.
Der Fernsehempfang entspricht nicht immer der Qualität, wie sie bei der Aussendung besteht, beispielsweise kann man farbige Bilder durchaus mit einem Schwarz-Weiß-Fernseher empfangen, obwohl das Signal Informationen für das Farbübertragungssystem mitsendet; das Gleiche gilt für Dolby-Sendungen, ohne dass das Endgerät diese Signale unterstützt.
Schließlich können die Signale durch das Fernsehgerät verschieden dargestellt werden, z. B. in einem anderen Bildformat.